# Métro suspendu de la SAFEGE
Le métro suspendu de la SAFEGE est une technologie française de monorail suspendu sur pneumatiques, mises au point dans les années 1960 à l'initiative de Société anonyme française d'études de gestion et d'entreprises (SAFEGE).

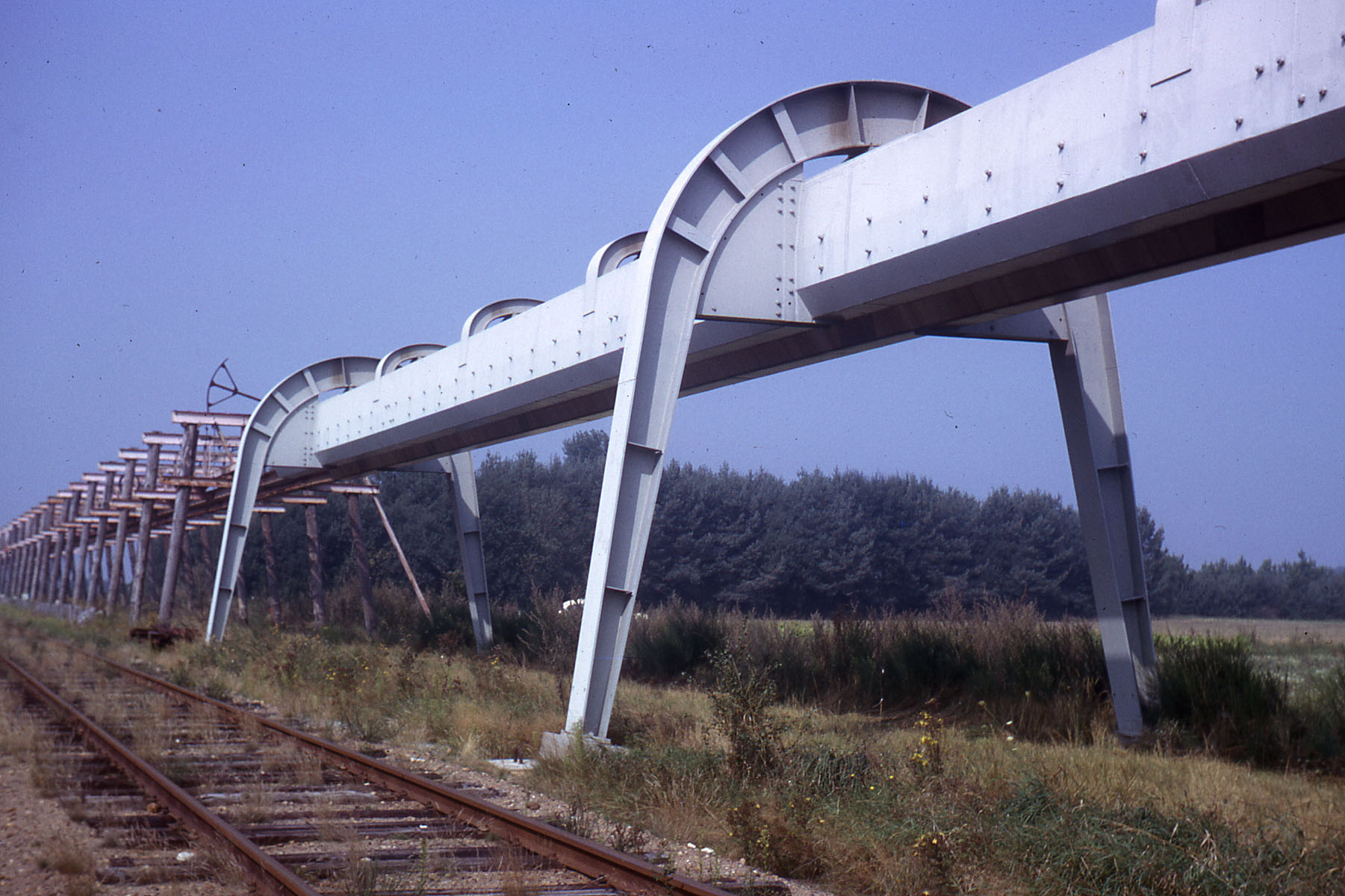
La voie d'essai du métro suspendu à Châteauneuf-sur-Loire.

Grâce à son infrastructure aérienne supposée moins onéreuse qu'un métro classique, le monorail suspendu est censé apporter une solution à l'encombrement routier tout en assurant une bonne vitesse commerciale. Une ligne d'essai est établie en 1959 à Châteauneuf-sur-Loire dans le Loiret en vue d'offrir une vitrine à ce nouveau mode de transport. La construction d'une ligne est envisagée un temps par la Régie autonome des transports parisiens (RATP) entre Charenton et Créteil, en région parisienne. On imagine à l'époque le métro suspendu comme l'avenir des transports urbains.
Cependant, le métro suspendu n'aura finalement pas l'avenir brillant qu'on lui prédisait. La complexité des appareils de voie et l'incompatibilité avec les infrastructures ferroviaires existantes mettront fin aux différents projets d'implantation et la technologie sera abandonnée à la fin des années 1960. Elle connaît cependant plusieurs héritiers au Japon avec les monorails de Chiba et du Shōnan.

## Histoire

### Genèse du métro SAFEGE
Après la Seconde Guerre mondiale, les projets de moyen de transport futuristes sont en vogue dans le domaine des transports urbain. Le monorail de la société allemande Alweg, installé pour la première fois en 1959 aux États-Unis pour la desserte de Disney World, fait des émules et équipe en 1964 une ligne de 13 km entre Tokyo et l'aéroport d'Haneda. 
Les concepteurs du monorail cherchent à surmonter les limites techniques rencontrées sur le chemin de fer classique. Ainsi, la circulation sur une voie unique en béton permet d'éviter les renversements liés à la force centrifuge ainsi que l'usure de la voie sous le poids des essieux. À l'époque, on croit en outre pour des raisons de sécurité que des vitesses élevées ne peuvent pas être atteintes avec une simple adhérence roue-rail. Le monorail est également voulu moins onéreux que le métro, puisque les pylônes peuvent être implantés à peu de frais au dessus des axes routiers.
C'est dans ce contexte que la SAFEGE lance l'étude d'une technologie de monorail adapté au service urbain sur de courtes distances. L'originalité du système SAFEGE réside dans le fait que le monorail est suspendu à un rail en béton et que les roues se situent par conséquent au dessus du train. Cette configuration assure naturellement la stabilité du véhicule dans les courbes, la force centrifuge étant équilibrée par son poids. Les trains sont par ailleurs équipées de roues sur pneumatiques selon un système très semblable à celui adopté par Michelin et la RATP sur le métro de Paris. 

### Premiers essais et projet de ligne en région parisienne
Pour démonter la viabilité de la technologie, une ligne d'essai de 1 350 m est établie à Châteauneuf-sur-Loire, dans le Loiret, sur le tracé de l'ancienne ligne d'Orléans à Gien. Les travaux sont menés durant l'année 1959 et le prototype, construit par Renault, est présenté au public le 23 février 1960. 
Au même moment, la Régie autonome des transports parisiens (RATP) étudie, à la demande de l'État, l'établissement du métro suspendu sur un itinéraire de 4 km reliant Charenton à Créteil. Le SAFEGE constituerait donc le prolongement direct de la ligne 8 du métro au-delà de Charenton - Écoles. Ultérieurement il est envisagé d'étendre la ligne à ses deux extrémités jusqu'à la gare de Lyon et Boissy-Saint-Léger, son tracé étant alors complémentaire à celui de la future ligne A du RER. D'autres implantations possibles sont étudiées, notamment pour relier Gargan à Clichy-sous-Bois ou entre la place d'Italie et l'aéroport d'Orly.
En 1966, tous les feux semblent au vert pour que l'État autorise la construction de la ligne entre Charenton et Créteil, pour un coût estimé à 60 millions de francs. Le viaduc, grâce à sa conception légère, doit être construit de manière très rapide à raison de 900 m par mois. Renault ayant entre-temps abandonné son département ferroviaire, c'est à Alsthom qu'est confiée la charge de construire les futurs trains. Les rames, composées de deux voitures, doivent être aptes à rouler jusqu'à 100 km/h.

### Abandon de la technologie
Pourtant, alors que les études se trouvent à un stade avancé, le projet est finalement annulé par les pouvoirs publics. Ce revirement s'explique probablement par la faible capacité des véhicules prévus et la grande complexité des aiguillages, problème propre à tous les types de monorails. La RATP se montre plutôt favorable à un simple prolongement de la ligne 8 au delà de Charenton, qui sera mis en service en septembre 1970.
Dans la foulée, n'ayant pas trouvé d'autre débouché commercial, la SAFEGE renonce à sa technologie de métro suspendu. La voie d'essai de Châteauneuf-sur-Loire est démantelée tandis que le véhicule est récupéré par à un ferrailleur et tombe à l'abandon. Il est racheté par le maire de Saran en 1994, dans l'espoir d'ouvrir un musée consacré au métro suspendu et à l'aérotrain, projet qui échouera après l'incendie de ce dernier. Le métro suspendu est aujourd'hui conservé chez un particulier.